# NVIDIA nForce
nForce是由NVIDIA開發的電腦主機板晶片組產品，Professional系列則是供伺服器使用的晶片組。nForce晶片組擁有強大的效能，曾是AMD處理器的最佳搭配。而Intel平臺則擁有可以組建SLI的優勢，部分高階產品的效能亦超過Intel自有晶片組。其還推出了部分整合GeForce顯示核心的晶片組。
但是，在AMD收購ATi後，擁有了自有品牌的晶片組業務；Intel推出的全新架構x5x系列晶片組後，原先的授權已不適用，而NVIDIA亦沒有自己的處理器業務，所以其晶片組產品受到排擠，往日的輝煌已不在，處於十分尷尬的境地。在2009年10月NVIDIA宣布放棄AMD與Intel相容晶片組的開發計畫。不過仍可能會發布新的行動平臺晶片組以及繼續發表新的NVIDIA ION系列整合產品。

## 调控軟體
在nForce 2的時代時，NVIDIA就曾經推出過System Utility軟體，它可以在Windows作業系統中调較BIOS中的参數。之後從nForce 3開始，直到nForce 600，該軟體更名並升級為nTune。在AMD收購ATI後，AMD為其晶片組開發了OverDrive硬件调控軟體。而NVIDIA就研發System Tools對抗之。新的System Tools支援nForce 780i SLI晶片組，亦支援NVIDIA最新的ESA技術。該軟體除了可以微调硬體参數外，亦可以即時監察系統的情況，例如散熱扇的轉速。新的System Tools包含三個軟體：
- NVIDIA Performance Group - 用作系統微調，例如有關CPU的超頻設置。
- NVIDIA System Monitor - 用作系統監察，例如CPU的溫度。
- NVIDIA System Update - 用作線上偵察新版本的驅動程式，並將之更新。

## 发展历程
- nForce
  - nForce 1 - 首款產品在2001年6月推出，有四個型號：nForce 220，nForce 415，nForce 420，nForce 620，皆為AMD平臺，但硬體上的缺陷太多，並未取得成功
  - nForce 2 - 首款產品在2002年7月推出，皆為AMD平臺，威盛電子的王者地位被取代。
  - nForce 3 - 首款產品在2003年9月推出，皆為AMD平臺，規格超前。
  - nForce 4 - 首款產品在2004年10月推出，其中nForce 4 SLI Intel Edition為nForce首款Intel平臺晶片組
  - nForce 500 - 首款產品在2006年3月推出，擁有多款效能優化技術
  - nForce 600 - 首款產品在2006年11月推出，nForce 500升級版
  - nForce 700 - 首款產品在2007年12月推出，只有nForce 790i原生支持DDR3
  - nForce 800 - 未推出
  - nForce 900 - 首款產品在2009年3月推出，只有一款AMD平臺晶片組nForce 980a SLI。

- nForce Professional
  - nForce Professional 2000
  - nForce Professional 3000